# Tělovýchovná jednota Sparta ČKD Praha 1985-1986
Questa voce raccoglie le informazioni riguardanti il Tělovýchovná jednota Sparta ČKD Praha nelle competizioni ufficiali della stagione 1985-1986.

## Stagione
Lo Sparta raggiunge il secondo posto in campionato, la finale di coppa (1-1, 4-3 dopo i tempi supplementari contro lo Spartak Trnava) facendosi subito escludere dalla Coppa dei Campioni dal Barcellona: gli spagnoli vincono a Praga (1-2) ma perdono in casa (1-0) passando il turno per la regola dei gol fuori casa.

## Calciomercato
Olejár (Košice), Beznoska (Sigma Olomouc), Calta (Teplice) e Pokluda (Inter Bratislava) vengono ceduti. I nuovi acquisti sono Orgonik, Vrabec, Kočí (Dukla Praga), Lieskovský (ZVL Považská Bystrica) e Němeček.

## Rosa
| N. |                           | Ruolo | Calciatore       |
| -- | ------------------------- | ----- | ---------------- |
|    | Cecoslovacchia (bandiera) | P     | Andre Houška     |
|    | Cecoslovacchia (bandiera) | P     | Jan Stejskal     |
|    | Cecoslovacchia (bandiera) | D     | Petr Vrabec      |
|    | Cecoslovacchia (bandiera) | D     | Ján Orgonik      |
|    | Cecoslovacchia (bandiera) | D     | Július Bielik    |
|    | Cecoslovacchia (bandiera) | D     | František Straka |
|    | Cecoslovacchia (bandiera) | C     | Boris Kočí       |
|    | Cecoslovacchia (bandiera) | C     | Jan Berger       |
|    | Cecoslovacchia (bandiera) | C     | Jozef Chovanec   |

| N. |                           | Ruolo | Calciatore           |
| -- | ------------------------- | ----- | -------------------- |
|    | Cecoslovacchia (bandiera) | C     | Daniel Drahokoupil   |
|    | Cecoslovacchia (bandiera) | C     | Ivan Hašek           |
|    | Cecoslovacchia (bandiera) | C     | Josef Jarolím        |
|    | Cecoslovacchia (bandiera) | C     | Stanislaw Lieskovský |
|    | Cecoslovacchia (bandiera) | C     | Václav Němeček       |
|    | Cecoslovacchia (bandiera) | A     | Miroslav Denk        |
|    | Cecoslovacchia (bandiera) | A     | Zdeněk Procházka     |
|    | Cecoslovacchia (bandiera) | A     | Petar Novák          |
|    | Cecoslovacchia (bandiera) | A     | Stanislav Griga      |